# Alexander Nuss
Alexander Nuss (* 7. April 1982) ist ein ehemaliger österreichischer Biathlet.
Alexander Nuss startet für den SC St.Johann und wird von Hubert Gröbner trainiert. 2002 lief er seine ersten Junioren-Europacup-Rennen, wurde schon in seinem ersten Sprint Zweiter und musste sich nur Simon Eder geschlagen geben. 2003 nahm er an seinen einzigen Großereignissen im Junioren-Bereich teil. Zunächst trat er bei der Junioren-Weltmeisterschaft in Kościelisko an. In Polen war ein 24. Rang in der Verfolgung bestes Ergebnis für den Österreicher. Wenig später startete er bei der Junioren-Europameisterschaft in Forni Avoltri. Dort waren Platz 14 im Einzel und fünf mit der Staffel beste Resultate.

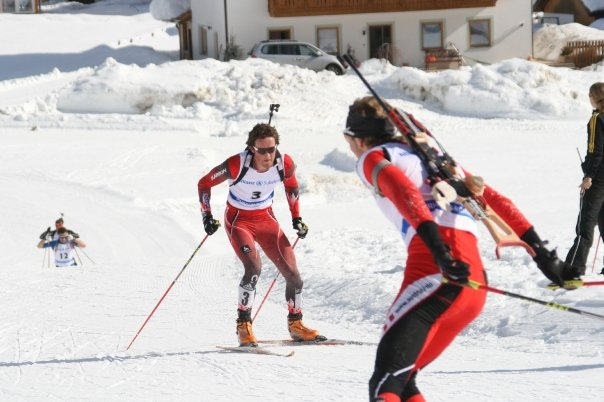
Nuss (im Vordergrund) beim IBU-Cup 2009 in Ridnaun

Seit der Saison 2003/2004 tritt Nuss im Biathlon-Europacup an. Sein erstes Rennen bestritt er in Ridnaun, wo er 81. des Sprints wurde. Erste Punkte gewann er 2004 als 26. im Sprint von Langdorf. Eine erste Podiumsplatzierung erreichte Nuss 2005 bei einem Super-Sprint-Finale in Gurnigel, einem Wettbewerb der sich jedoch nicht durchsetzen konnte. Trotz immer wieder vereinzelter guter Ergebnisse schaffte der Österreicher lange seinen Durchbruch nicht. Erst in der Saison 2008/09 konnte er in die Spitze des IBU-Cups vordringen. Beim Finale der Rennserie in Ridnaun konnte Nuss beim Verfolgungsrennen hinter Erik Lesser seine beste Platzierung erreichen. In der Gesamtwertung wurde er Sechster und gewann die Wertung des Verfolgungs-IBU-Cup. Durch den sechsten Platz erwarb Nuss ein Startrecht für das Weltcup-Finale der Saison 2008/09. In Chanty-Mansijsk lief er somit sein erstes Weltcup-Rennen und erreichte im Sprint den 71. Platz. Damit verpasste er das Verfolgungsrennen.

## Biathlon-Weltcup-Platzierungen
Die Tabelle zeigt alle Platzierungen (je nach Austragungsjahr einschließlich Olympische Spiele und Weltmeisterschaften).
- 1.–3. Platz: Anzahl der Podiumsplatzierungen
- Top 10: Anzahl der Platzierungen unter den ersten zehn (einschließlich Podium)
- Punkteränge: Anzahl der Platzierungen innerhalb der Punkteränge (einschließlich Podium und Top 10)
- Starts: Anzahl gelaufener Rennen in der jeweiligen Disziplin

| Platzierung                      | Einzel | Sprint | Verfolgung | Massenstart | Staffel | Gesamt |
| -------------------------------- | ------ | ------ | ---------- | ----------- | ------- | ------ |
| 1. Platz                         |        |        |            |             |         |        |
| 2. Platz                         |        |        |            |             |         |        |
| 3. Platz                         |        |        |            |             |         |        |
| Top 10                           |        |        |            |             |         |        |
| Punkteränge                      |        |        |            |             |         |        |
| Starts                           |        | 1      |            |             |         | 1      |
| Stand: nach der Saison 2009/2010 |        |        |            |             |         |        |